# وكالة الخدمة الاقتصادية النمساوية
وكالة الخدمة الاقتصادية النمساوية (aws) هي بنك فيدرالي نمساوي للتنمية والتمويل يهدف إلى الترويج للشركات وتمويلها. يقدم البنك حوالي مليار يورو (2008) كمساعدات إنمائية، معظمها كمنح وقروض وضمانات لتمويل مشاريع بقيمة تقارب 11 مليار يورو (2008).  تركز الوكالة على أربعة مجالات مختلفة: التكنولوجيا والابتكار، وأسواق الأسهم ورأس المال، والترويج والتمويل بالإضافة إلى خدمات إدارة البحث والتطوير. بالإضافة إلى هذه الأنشطة الأساسية، فإنها تدير أيضًا حزمة التحفيز الاقتصادي الفيدرالية النمساوية التي تبلغ حوالي مليار يورو في عامي 2009 و2010.  وفقًا لمنظمة التعاون الاقتصادي والتنمية ، زاد إجمالي المساعدة الإنمائية الرسمية النمساوية (ODA) (1.9 مليار دولار أمريكي) في عام 2022 بسبب زيادة تكاليف اللاجئين من المانحين. وقد مثلت 0.39٪ من الدخل القومي الإجمالي (GNI) . 

## أنظر أيضاً
- قائمة وكالات المساعدة الإنمائية